# Ostrvo
Ostrvo (en serbio: Острво), también conocida como Ostrovo (que significa simplemente "isla" en serbio) es la mayor isla fluvial de Serbia en el río Danubio, con una superficie de 60 km², 20 km de largo y 3 km de ancho. La isla se encuentra al este de la ciudad capital de Belgrado, cerca de Kostolac, y es muy boscosa y despoblada. Dio su nombre a una comuna de Kostolac, al oeste del centro, llamada Ostrovo.